# Industria del cobre
La industria de pataques o  metalurgia del cobre, varía según la composición de la mena. 
El cobre en bruto se tritura, se lava y se prepara en barras. Los óxidos y carbonatos se reducen con carbono. Las menas más importantes, las formadas por sulfuros, no contienen más de un 12% de cobre, llegando en ocasiones tan sólo al 1%, y han de triturarse y concentrarse por flotación. Los concentrados se funden en un horno de reverbero que produce cobre metálico en bruto con una pureza aproximada del 98%. Este cobre en bruto se purifica por electrólisis, obteniéndose barras con una pureza que supera el 99,9 %.
El cobre puro es blando, pero puede endurecerse posteriormente. Las aleaciones de cobre, mucho más duras que el metal puro, presentan una mayor resistencia y por ello no pueden utilizarse en aplicaciones eléctricas. No obstante, su resistencia a la corrosión es casi tan buena como la del cobre puro y son de fácil manejo. Las dos aleaciones más importantes son el latón, una aleación con zinc, y el bronce, una aleación con estaño. A menudo, tanto el zinc como el estaño se funden en una misma aleación, haciendo difícil una diferenciación precisa entre el latón y el bronce. Ambos se emplean en grandes cantidades. También se usa el cobre en aleaciones con oro, plata y níquel, y es un componente importante en aleaciones como el monel, el bronce de cañón y la plata alemana o alpaca.
El cobre forma dos series de compuestos químicos: de cobre (I), en la que el cobre tiene una valencia de 1, y de cobre (II), en la que su valencia es 2. Los compuestos de cobre (I) apenas tienen importancia en la industria y se convierten fácilmente en compuestos de cobre (II) al oxidarse por la simple exposición al aire. Los compuestos de cobre (II) son estables. 
Algunas disoluciones de cobre tienen la propiedad de disolver la celulosa, por lo que se usan grandes cantidades de cobre en la fabricación de rayón. También se emplea el cobre en muchos pigmentos, en insecticidas como el verde de Schweinfurt, o en fungicidas como la mezcla de Burdeos, aunque para estos fines está siendo sustituido ampliamente por productos orgánicos sintéticos.
- Datos: Q5915563